# ヘンク・ヌマン
ヘンク・ヌマン（Hendrik "Henk" Numan  1955年6月13日 - ）は、オランダのアムステルダム出身の柔道選手。階級は95kg級。身長187cm。

## 人物

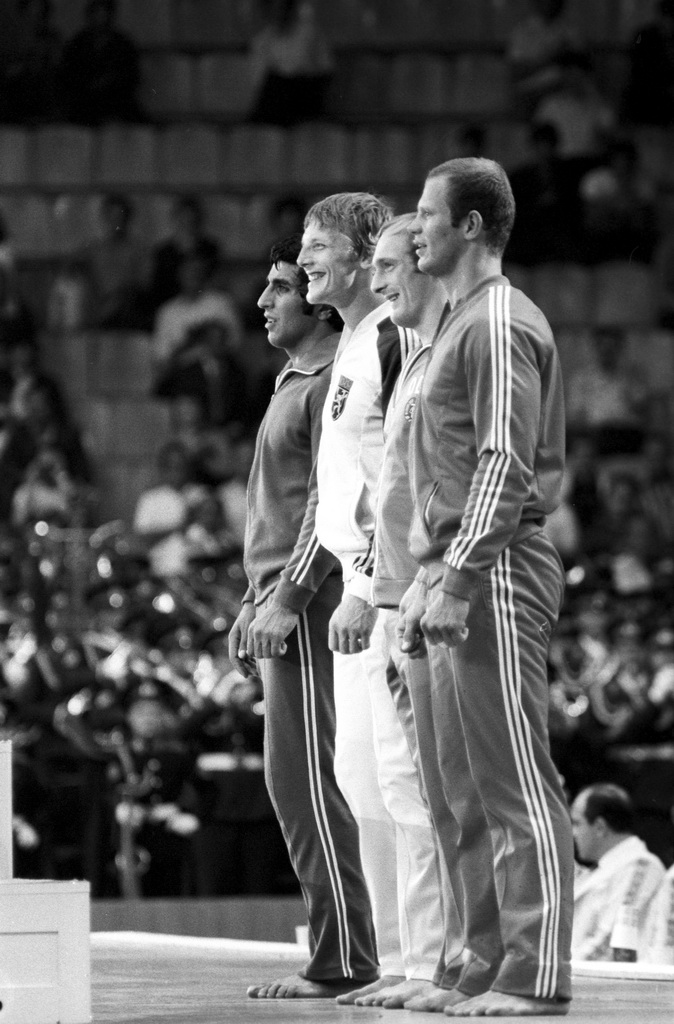
ヘンク・ヌマン（右）。モスクワオリンピックにて

1979年の世界選手権95kg級では3位となった。翌年の1980年モスクワオリンピックでは準決勝でベルギーのロベルト・バンドワールに一本負けを喫するが、3位決定戦には勝って銅メダルを獲得した。

## 主な戦績
- 1974年 - ヨーロッパジュニア　3位
- 1975年 - オランダ国際　3位
- 1976年 - オランダ国際　3位
- 1976年 - 世界軍人柔道選手権大会　優勝
- 1978年 - オランダ国際　3位
- 1979年 - オーストリア国際　3位
- 1979年 - オランダ国際　3位
- 1979年 - ポーランド国際　2位
- 1979年 - 世界選手権　3位
- 1980年 - モスクワオリンピック　3位
- 1981年 - オランダ国際　優勝
- 1982年 - イギリス国際　3位
- 1982年 - ヨーロッパ選手権　5位